# Kazały
Kazały (kaz. Қазалы, ros. Казалинск = Kazalinsk) – miasto w Kazachstanie, w obwodzie kyzyłordyńskim; 6 tys. mieszkańców (2006). Przemysł spożywczy.
W Kazałach urodziła się Natalja Gellert, polityk ZSRR i Kazachstanu narodowości niemieckiej.